# Paolo Sabak
Paolo Sabak (Malines, 10 febbraio 1999) è un calciatore belga, centrocampista del Putte.

## Carriera

### Club
Cresciuto nel settore giovanile del Genk, ha esordito in prima squadra il 21 agosto 2016 disputando l'incontro di Pro League vinto 0-3 contro il Lokeren. Il 9 dicembre successivo esordisce nella fase a gironi dell'Europa League nella vittoria in trasferta per 0-2 contro il Sassuolo, subentrando al 93' a Nikos Karelīs. Queste saranno le sue uniche presenze con il club, poiché nella stagione 2017-2018 non verrà mai impiegato.
Nel 2018 viene acquistato dagli olandesi del NEC. Il 12 ottobre 2018 esordisce in Eerste Divisie nella sconfitta in casa per 0-1 contro l'Eindhoven. Il 4 novembre successivo segna la sua prima rete della carriera, nella vittoria in casa per 3-1 contro lo Jong Ajax. Chiude la stagione con 10 presenze e una rete tra campionato e coppa. La stagione successiva, non viene mai impiegato, venendo spesso relegato in panchina.
Nell'estate del 2020 firma un contratto con il Forge, formazione militante nella Canadian Premier League.

#### Nazionale
Ha rappresentato le varie nazionali giovanili belghe, dall'Under-15 all'Under-19.

## Statistiche

### Presenze e reti nei club
Statistiche aggiornate al 23 settembre 2021.
| Stagione        | Squadra         | Campionato      | Campionato | Campionato | Coppe nazionali | Coppe nazionali | Coppe nazionali | Coppe continentali | Coppe continentali | Coppe continentali | Altre coppe | Altre coppe | Altre coppe | Totale | Totale |
| Stagione        | Squadra         | Comp            | Pres       | Reti       | Comp            | Pres            | Reti            | Comp               | Pres               | Reti               | Comp        | Pres        | Reti        | Pres   | Reti   |
| --------------- | --------------- | --------------- | ---------- | ---------- | --------------- | --------------- | --------------- | ------------------ | ------------------ | ------------------ | ----------- | ----------- | ----------- | ------ | ------ |
| 2016-2017       | Genk            | D1              | 1+2        | 0          | CB              | 0               | 0               | UEL                | 1                  | 0                  |             | -           | -           | 4      | 0      |
| 2017-2018       | Genk            | D1              | 0          | 0          | CB              | 0               | 0               |                    | -                  | -                  |             | -           | -           | 0      | 0      |
| Totale Genk     | Totale Genk     | Totale Genk     | 3          | 0          |                 | 0               | 0               |                    | 1                  | 0                  |             | -           | -           | 4      | 0      |
| 2018-2019       | N.E.C.          | 1D              | 9          | 1          | CO              | 1               | 0               |                    | -                  | -                  |             | -           | -           | 10     | 1      |
| 2019-2020       | N.E.C.          | 1D              | 0          | 0          | CO              | 0               | 0               |                    | -                  | -                  |             | -           | -           | 0      | 0      |
| Totale N.E.C.   | Totale N.E.C.   | Totale N.E.C.   | 9          | 1          |                 | 1               | 0               |                    | -                  | -                  |             | -           | -           | 10     | 1      |
| 2020            | Forge           | CPL             | 11         | 2          |                 | -               | -               | CL                 | 4                  | 0                  |             | -           | -           | 15     | 2      |
| 2021            | Forge           | CPL             | 15         | 1          | CC              | 1               | 0               | CL                 | 2                  | 0                  |             | -           | -           | 18     | 1      |
| Totale Forge    | Totale Forge    | Totale Forge    | 26         | 3          |                 | 1               | 0               |                    | 6                  | 0                  |             | -           | -           | 33     | 3      |
| Totale carriera | Totale carriera | Totale carriera | 38         | 4          |                 | 2               | 0               |                    | 7                  | 0                  |             | -           | -           | 47     | 4      |

## Palmarès

### Club

#### Competizioni nazionali
- Canadian Premier League: 1

Forge: 2020